# Troja (film)
Troja (v originále Troy) je americký historický film na motivy Illiady, který režíroval Wolfgang Petersen. Děj se odehrává v okolí Tróji. V příběhu spolu bojují dva národy: Achájové (Řekové – včetně Sparty a Mykén) a Trójané (Obyvatelé severozápadu Malé Asie). Spor mezi nimi vznikne, když syn Trójského krále unese Helenu, nejkrásnější ženu na světě. Spartský král Meneláos poté požádá svého bratra, mykénského krále Agamemnón , o pomoc, kterou mu Agamemnón milerád poskytne, neboť si již dlouho brousí zuby na trójské bohatství a jen čeká na záminku k vyhlášení války. Hlavními herci filmu jsou Brad Pitt, Eric Bana, Orlando Bloom, Diane Krugerová, Brendan Gleeson, Brian Cox, Sean Bean, Julie Christie, Peter O'Toole a Rose Byrne. Film měl premiéru v USA 13. května 2004.

## Děj
Trojští princové Paris a Hektor jsou na mírovém jednání u spartského krále Menelaa, kde se ale Paris zamiluje do Menelaovy ženy – krásné Heleny a ona se zamiluje do něj a Paris ji unese. Když se to na zpáteční cestě do Tróje dozvídá Hektor, chce ji vrátit, ale poté, co mu Paris řekne, že bude o Helenu bojovat klidně proti celé Spartě, rozmyslí si to. Zatímco Trója v čele se starým a moudrým králem Priamem oslavuje příjezd krásné Heleny a její svatbu s Paridem, Menelaos se vydá za svým bratrem, slavným vojevůdcem Agamemnonem a žádá ho o pomoc. Mykénský král Agamemnon, který touží po ovládnutí velké Tróje, rád vezme bratrovu manželku jako záminku k válce a shromáždí veliké vojsko a i když nerad, povolá i neporazitelného válečníka Achillea, který ale krále nectí a dělá si co chce. Ani Achilles není nadšený, ale jeho přítel, lstivý ithacký král Odysseus ho přemluví a tak jede Achilles se svými lidmi a svým bratrancem Patroklem taky.
Hned po příjezdu k trojským břehům dobyje Achiles sám celé pobřeží a pobije se svými lidmi všechny muže, kromě Hektora, kterého nechá zatím Achilles odejít, protože si ho jako nejudatnějšího Trojana váží. V chrámu pak najdou jeho lidé kněžku Apollona a Hectorovu a Paridovu příbuznou – Bríseovnu a zamiluje se do ní a nijak ji neublíží. Když mu ji ale vezme Agamemnon, jen její slova ho přemluví, aby krále nezabil, ale odmítne i se svými lidmi bojovat a když potom dá král dívku svým mužům, odvede ji k sobě.
V Troji se zatím Paris rozhodne zápasit s Menelaem o Helenu a ukončit tak spor. Souboj se uskuteční a Paris i přes snahu prohraje. Když ho ale chce Menelaos zabít, odplazí se zraněný k Hektorovým nohám a jeho bratr ho nemůže nechat jen tak zabít a řekne to Menelaovi, ten chce ale přesto prince usmrtit a Hektor ho probodne. Agamemnon to využije jako další záminku k vedení války a propukne bitva. Hektor pošle Parida do města a sám jde bojovat. Řekové jsou z hradeb ostřelováni a i přes svou převahu prohrávají a Odysseus donutí Agamemnona stáhnout se. Odysseus pak doporučuje ukončení války a návrat do Řecka, ale Agamemnón věří, že by pak vypadal slabý a vyvolal tak útok dalších nepřátel, jmenovitě Chetitů. Trojané se potom, povzbuzeni vítězstvím, rozhodnou tábor Agamemnona přepadnout. Hektorovi se to nelíbí, protože se obává, že tak rozhádané Řeky sjednotí, přesto se ale útok uskuteční a Hektor Trojany vede. Stane se to, co předvídal – Řekové se všichni až na Achilla sjednotí. Achillův mladý bratranec Patrokles se rozhodne, že tam zavede alespoň jeho muže a aby vojáky povzbudil, vezme si zbroj neporazitelného válečníka. Vše se mu zdaří, Hektor, který si myslí, že je to Achilles, ho ale zabije a když mu sundá přilbu, zhrozí se. Pak dojedná s Odysseem, že dnes bitvu ukončí.
Když se Achilles dozví o smrti bratrance, je rozrušený a i přes prosby milované Bríseovny vyzve Hektora na souboj a Hektor ho přijme i když tuší, že nemůže zvítězit a prosí proto Achilla, aby vítěz dovolil poraženému pohřeb a nezneuctil ho, Achilles však odmítne. Po dlouhém boji, i když válčí čestně a statečně, je Hektor poražen a Achiles si pak jeho mrtvé tělo přiváže za povoz a vláčí jeho mrtvé tělo okolo trojských hradeb před zraky Hektorových nejbližších a pak se i s mrtvým princem vrací do tábora Řeků. V noci se k němu do stanu dostane stařec a Achilles se dozví, že je to Hektorův otec – král Priamos. Král Achilla moudrými slovy přesvědčí, aby mu Hektora vydal a Achilles, nešťastný z toho, co udělal, mu slíbí, že po dobu pohřebních obřadů nenapadne nikdo Tróju a pak Priamovi řekne, že je mnohem lepší král než Agamemnon. Zasáhne ho ale, že se Bríseovna rozhodne odjet s králem.
Zatímco se v Tróji koná velkolepý pohřeb udatného prince, Agamemnon je rozhněván, že Achilles uzavírá dohody, které má on dodržovat, slovo ale porušit nechce. V době čekání se ale podaří chytrému Odysseovi vymyslet lest a uskutečnit ji.
Když po pohřebních obřadech přijdou Trojané na pobřeží, naleznou mrtvá těla Řeků s různými skvrnami na kůži a poznají, že jde o mor. U moře stojí velkolepý dřevěný kůň, očividně dar bohu moří Poseidonovi. Trojanům je jasné, že válka skončila a i přes varování Parida vtáhnou koně se slávou do města a slaví. Uprostřed tiché noci ale začnou z koně vylézat řečtí bojovníci, kteří se tam skryli a otevřou svým spolubojovníkům bránu. Trója, i když se zdálo, že její brány jsou nedobytné, padla. Uprostřed zmatku a plamenů ohně hledá Achilles milovanou Bríseovnu, Agamemnon na ní ale narazí první poté, co zabije stařičkého krále Priama a chce z ní udělat otrokyni. Nešťastná dívka ho probodne nožem a když ji chtějí vojáci zabít, Achilles ji ochrání.
Zatím odvede Hektorova manželka mnoho lidí včetně Heleny z Tróje tajným vchodem, který ji její muž před svou smrtí ukázal. Paris se ale rozhodne, že odvede ještě Bríseovnu a dá meč, který je symbolem Tróji a který dostal od otce, mladíkovi jménem Aaneas (bájný zakladatel římského národa) . Potom, když najde svou příbuznou u nepřátelského vojáka, vezme luk a střelí neporazitelného Achilla do paty a zasáhne ho i dalšími ranami. Achiles umírá u nešťastné Bríseovny, Paris mu ale před jeho smrtí řekne, že se jeho láska dostane z hořící Tróji tajným vchodem a bude žít. Achilles si ještě před svou smrtí stihne vytrhnout většinu šípů, které do něj Paris nastřílel, a achájští vojáci jej tak najdou pouze s oním legendárním šípem v patě.
Druhý den se koná pohřeb neporazitelného Achilla, u kterého je přítomen i chytrý Odysseus. Přeje si, aby až se o něm bude vyprávět, aby se vzpomínalo i na udatného Achilla a odvážného Hektora.

## Odlišnosti od předlohy
Ve filmu se vyskytuje mnoho odlišností od původní Homérovy Illiady. Největší jsou ale tyto:
- Podle mytologie i Homéra je na začátku příběhu i další zápletka – malého Parida jeho rodiče odloží protože má podle věštby zničit Tróju. Za mladým Paridem, který o svém původu nic netuší, přijdou jednoho dne tři bohyně – Athéna, Afrodita a Héra a Paris má zvolit nejkrásnější z bohyní. Zvolí Afroditu a ta mu dá za to nejkrásnější dívku na světě – spartskou královnu Helenu. Paris se potom setkal s Priamem, jeho otcem, a ten ho přijal zpět. Pak opravdu unesl Paris Helenu, s kterou se do sebe zamilovali.
- Podle Homéra měla Trojská válka trvat deset let. Ve filmu tomu nejen že nic nenasvědčuje, ale Hektorův malý syn nijak nezestárl. Podle počtu scén mohla klidně trvat pouze několik dní.
- Menelaos neměl být v souboji s Paridem zabit, i když zvítězil. Paris ovšem také přežil – údajně ho z bojiště odnesli sami bohové...
- Achilles má správně zemřít během války, jejího konce se vůbec neměl dožít.
- I Paris má zemřít, i když ve filmu přežije a uteče s Helenou z hořícího města. Ve skutečnosti měl být v boji zabit a Helena potom měla dokonce pomoci Řekům při dobytí Tróje a nakonec se vrátit k Menelaovi.
- Na konci filmu dá Paris Trojský meč, symbol moci města, jakémusi mladíkovi, který se představil jako Aaneas. Tato osoba skutečně existovala a právě on se usadil v Itálii, kde vznikla později Římská říše. Rozhodně ale nebyl jen jakýsi mladík, ale bratr Hektora a Parida, takže také princ a z Tróje odjel ještě před začátkem války.

## Postavy
- Achilles – Legendární a údajně nepřemožitelný válečník, zamilován do Bríseovny. Bojuje v Agamemnonově armádě, ale jako vůdce ho neuznává a jediný, kdo s ním dovede manipulovat, je lstivý Odysseus. Zabil nejudatnějšího z Trojanů – Hektora, v čestném souboji. Padl při dobývání města Tróje, zabil ho Paris tím, že ho zasáhl do paty.
- Hektor – Nejudatnější trojský válečník, syn krále Priama a bratr Parida. Má malého synka. Je velitel v mnoha bojích a je i chytrý. Byl zabit v čestném souboji s Achillem, poté ale jeho protivník jeho tělo znesvětil tím, že jej vláčel za vozem, Achilles mu ale potom povolí pohřeb po přímluvě Priama. Zabil spartského krále Menelaa, když chtěl zabít Parida a také Achillova bratrance Patrokla.
- Paris – Syn krále Priama a bratr Hektora. Zamiloval se do manželky Menelaa, krásné spartské královny Heleny a unesl ji, čímž formálně válka začala. Vyzval na souboj Menelaa, ale prohrál, ale jeho bratr Hektor ho zachránil tím, že Menelaa zabil. Při dobytí Tróje zabil nepřemožitelného Achilla tím, že mu šípem prostřelil patu, potom spolu s dalšími z hořícího města unikl tajnou chodbou.
- Odysseus – Ithacký král, přítel Achilla. Je velice lstivý a chytrý válečník, zasloužil se o dobytí Tróje svou lstí s dřevěným koněm, ve kterém byli skryti válečníci a Trojané se domnívali, že jde o dar bohu moří Poseidonovi a vtáhli ho do města a tím byla Troja dobyta. Podle navazujícího eposu Odyssea byl za tuto nečestnou lest, kdy zneužil víru Trójanů k jejich zničení pomocí falešného daru bohu Poseidonovi, potrestán desetiletým blouděním po světě a smrtí všech svých mužů, než se dokázal vrátit domů.
- Agamemnon – Mykénský král, vojevůdce a bratr Menelaa, byl velmi mocný a ctižádostivý. Po dobytí Troje zabil krále Priama. Sám byl zabit brzy poté Achillovou milovanou Bríseovnou, když z ní chtěl udělat otrokyni.
- Helena – Krásná spartská královna a manželka Menelaa, od kterého ale utekla s trojským princem Paridem, do kterého se zamilovala a tím válka začala. Po dobytí Troje unikla spolu s dalšími tajnou chodbou pod městem.
- Menelaos – Spartský král a manžel Heleny. Když od něj utekla s Paridem, požádal o pomoc svého bratra Agamemnona a vyhlásil Troji válku. Padl v souboji s Paridem, který sice vyhrál, ale když chtěl prince zabít u nohou jeho bratra Hektora, byl jím zabit.
- Priamos – Trojský král a otec Parida s Hektorem. Po smrti Hektora se nepozorovaně vplížil do řeckého tábora, kde přemluvil Achilla, aby mu tělo milovaného syna vydal. Byl zabit Agamemnonem při dobytí Troje.
- Bríseovna – Příbuzná Hektora a Parida. Byla zajata Řeky při dobytí trojského pobřeží, kde sloužila v chrámu bohu Apollónovi a zde se do ní zamiloval Achilles a po čase ona do něj. Po smrti Hektora se vrátila do Tróje a když bylo město dobyto, utekla z ní tajným východem s Paridem poté, co nožem probodla krále Agamemnona a viděla smrt milého Achilla a rozloučila se s ním.
- Patrokles – Achillův mladý bratranec a přítel. Když byl tábor Řeků napaden a Achilles nechtěl pomoci, vzal si jeho zbroj a vydával se za něj. V tomto boji byl zabit Hektorem, který se domníval, že je to Achilles.

## Zajímavosti
- Ve chvíli, kdy spolu bojují Achilles a Hektor, jim nad hlavami prolétává letadlo – jde o filmovou chybu.
- Titulní píseň Remember (hudba James Horner, zpěv Josh Groban) se stala velice oblíbená a získala nominaci na Oscara.
- Ve skutečnosti není vůbec jisté, zda se vůbec vedla Trojská válka a ani lest s koněm se možná neuskutečnila.

## Dabing
| Pavel Vondra   | Achilles  |
| Jan Šťastný    | Hektor    |
| Michal Jagelka | Paris     |
| Petr Pelzer    | Priamos   |
| Pavel Rýmský   | Agamemnon |
| Jaromír Meduna | Odysseus  |

## Obsazení
| Brad Pitt       | Achilles       |
| Eric Bana       | Hektor         |
| Orlando Bloom   | Paris          |
| Diane Krugerová | Helena Trójská |
| Sean Bean       | Odysseus       |
| Peter O'Toole   | Priamos        |
| Brian Cox       | Agamemnon      |